# José Francisco Mateu
José Francisco Mateu Cánoves (Burjasot, 8 de agosto de 1920-Madrid, 16 de noviembre de 1978) fue un jurista español, magistrado del Tribunal de Orden Público y del Tribunal Supremo, asesinado por la banda terrorista Euskadi Ta Askatasuna (ETA).

## Biografía
Nacido el 8 de agosto de 1920 en la localidad valenciana de Burjasot, Mateu trabajó en diversos juzgados a lo ancho de la geografía española desde 1948, accedió más tarde al Cuerpo de Magistrados de Trabajo y trabajó en la Audiencia Provincial de Lérida antes de recalar en 1964 en el recién constituido Tribunal de Orden Público, del que sería el último presidente. Fungió como presidente de la institución hasta que se disolvió en enero de 1977. Del Tribunal de Orden Público pasó al Tribunal Supremo, donde era suplente de la sala sexta.
| Justicia Democrática, que rechazó la apelación al crimen en su enfrentamiento a la dictadura, manifiesta su dolor e indignación por el asesinato del magistrado José Francisco Mateu Cánoves, que supone un gravísimo ataque a la independencia de los tribunales, dentro de las maniobras desestabilizadoras contra la definitiva instalación institucional de un sistema democrático, en el que un poder judicial independiente constituye presupuesto insoslayable. —Justicia Democrática, en su reacción al asesinato. |

Cuando ocupaba ese puesto, Domingo Iturbe Abasolo, por entonces dirigente de Euskadi Ta Askatasuna (ETA), ordenó al comando Argala, encabezado por Henri Parot, que acometiera el asesinato de Mateu. Los autores materiales del asesinato, que lo esperaban apostados en las inmediaciones de su vivienda, en la calle de Claudio Coello, fueron Jean Parot, hermano de Henri, y Frédéric Haramboure. Con la intención de facilitarse la huida, lanzaron varias granadas contra los viandantes de la zona, pero no estallaron.
Unos días después, ETA reivindicó el asesinato con un comunicado en el que hacía un repaso de la trayectoria de Mateu en el Tribunal de Orden Público y una enumeración de las penas que allí se habían impuesto a personas a las que se refería como «militantes revolucionarios y luchadores vascos». El asesinato de Mateu suscitó una férrea condena de diversos partidos políticos e instituciones, desde Alianza Popular y la Unión de Centro Democrático hasta la Liga Comunista Revolucionaria.
El único condenado por el asesinato fue Henri Parot, al que se le impuso una pena de 29 años y la obligación de pagar una indemnización a la viuda y a los siete hijos de Mateu. Uno de esos vástagos, Ignacio Mateu Istúriz, también sería asesinado por ETA años después, en 1986. Durante el juicio por el asesinato de Mateu, Parot se dirigió en los siguientes términos al tribunal: «No voy a contestar a ninguna pregunta. Además, el TOP [por el Tribunal de Orden Público] era lo mismo que la Audiencia Nacional y no voy a contestar a un tribunal de excepción que recibe órdenes del Ministerio del Interior».